# Dimiao
Dimiao ist eine philippinische Stadtgemeinde in der Provinz Bohol. Sie hat 14.364 Einwohner (Zensus 1. August 2015).

## Baranggays
Dimiao ist politisch in 35 Barangays unterteilt.
| - Abihid - Alemania - Baguhan - Bakilid - Balbalan - Banban - Bauhugan - Bilisan - Cabagakian - Cabanbanan - Cadap-agan - Cambacol | - Cambayaon - Canhayupon - Canlambong - Casingan - Catugasan - Datag - Guindaguitan - Guingoyuran - Ile - Lapsaon - Limokon Ilaod - Limokon Ilaya | - Luyo - Malijao - Oac - Pagsa - Pangihawan - Sawang - Puangyuta - Tangohay - Taongon Cabatuan - Tawid Bitaog - Taongon Can-andam |

|  |  |